# Pterotaea salvatierrai
Pterotaea salvatierrai är en fjärilsart som beskrevs av Frederick H. Rindge 1970. Pterotaea salvatierrai ingår i släktet Pterotaea och familjen mätare. Inga underarter finns listade.